# Curriea antevena
Curriea antevena är en stekelart som beskrevs av Falco 2000. Curriea antevena ingår i släktet Curriea och familjen bracksteklar. Inga underarter finns listade i Catalogue of Life.